# NGC 7198
NGC 7198 este o galaxie situată în constelația Vărsătorul. A fost descoperită în 31 iulie 1864 de către Albert Marth. Se află la o distanță de 58,88 de megaparseci de Pământ.